# Abdulaziz Al-Faisal
Abdulaziz Bin Turki Al-Faisal, född 4 juni 1983 i Riyadh, är en saudiarabisk prins och racerförare.

## Racingkarriär
| År                                               | Klass/Mästerskap                      | Team                                  | Bil                     | Totalt/poäng | Bästa placering        |
| ------------------------------------------------ | ------------------------------------- | ------------------------------------- | ----------------------- | ------------ | ---------------------- |
| 2007                                             | Formula BMW Bahrain                   | ?                                     | ?                       | 3:a/110p     | ?                      |
| 2008                                             | 24h Series - D1                       | Al-Faisal Racing Team                 | BMW 120d                | 4:a/20p      | ?                      |
| 2008                                             | Toyo Tires 24h Series                 | Al-Faisal Racing Team                 | BMW 120d                | 59:a/20p     | ?                      |
| 2009                                             | Toyo Tires 24H Series - A5            | Al Faisal Racing 1                    | BMW Z4 M Coupé          | -            | 1:a på ?               |
| 2009                                             | Porsche Supercup                      | Walter Lechner Racing School          | Porsche 911 GT3 Cup 997 | 14:e/33p     | 3:a på Sakhir (Race 2) |
| 2009/2010                                        | Porsche GT3 Cup Challenge Middle East | Al Faisal Racing Team                 | Porsche 911 GT3 Cup 997 | 1:a/234p     | Nio segrar             |
| 2010                                             | 24H Series - A5                       | Al Faisal Racing 1                    | BMW Z4 M Coupé          | -            | ?                      |
| 2010                                             | Porsche Mobil1 Supercup               | Al Faisal Lechner Racing              | Porsche 911 GT3 Cup 998 | -/0p         | Två femtondeplatser    |
| 2010/2011                                        | Porsche GT3 Cup Challenge Middle East | Al Faisal Racing Team                 | Porsche 911 GT3 Cup 997 | 2:a/206p     | Sex segrar             |
| 2011                                             | FIA GT3 European Championship         | Need for Speed by Schubert Motorsport | BMW Z4 GT3              | ?            |                        |
| Senast uppdaterad: 2011-05-28 (4961 dagar sedan) |                                       |                                       |                         |              |                        |